# Crkva Porođenja Blažene Djevice Marije u Zavojanima
Crkva Porođenja Blažene Djevice Marije, crkva u Zavojanima, Grad Vrgorac, zaštićeno kulturno dobro

## Opis dobra
Župna crkva porođenja Blažene Djevice Marije u Zavojanima izgrađena je početkom 18. stoljeća u baroknom stilu. Crkva je monumentalna, jednobrodna građevina s pravokutnom apsidom,
orijentirana istok-zapad. Građena je od nejednakih klesanaca slaganih u redove, dimenzija 25 metara dužine i 10 metra širine. Na glavnom zapadnom pročelju su jednostavna dvokrilna vrata u kamenim pragovima nad čijim je nadvratnikom ugrađena antička spolija s prikazom ptice te uklesanom godinom 1712., najvjerojatnije godina posvećenja crkve. Po sredini pročelja nalazi se rozeta, a pročelje se završava jednostavnim zabatom u čijem vrhu je kameni križ.

Na južnoj strani crkve dozidana je manja građevina s masivnim pobočnim zidovima. S ove strane crkve je ulaz jednostavnog oblika. Desno od njega u plitkom reljefu, primitivnog izgleda, prikazana je dopojasna figura Isusa Krista. Na suprotnoj sjevernoj strani longitudinalnog dijela građevine nalazi se barokni zvonik, četvrtastog tlocrta sa stilskim retardiranostima vidljivim na prva dva kata dok je završni treći kat izveden u obliku barokne lođe s biforama na sve četiri strane. 

Zvonik ima zaseban ulaz, jednostavnog oblikovanja nad čijim je nadvratnikom urezana godina gradnje: A. D. 1795. Visok je 30 metara. Na zvoniku su tri zvona: dva iz 1800. god., a jedno iz 1695. god. Na zvoniku se nalazi javni sat.

Crkva se u unutrašnjosti sastoji od prostora lađe i užeg svetišta povišenog za jednu stepenicu. Lađu od svetišta odjeljuje naznačeni trijumfalni luk. Presvođena je bačvastim svodom i nakon toga je cijela unutrašnjost oslikana. U crkvi postoje tri drvena oltara eklektičarskog tipa iz 19. stoljeća izrađena u, široj javnosti nepoznatoj, radionici Rako iz Imotskog. Na glavnom oltaru, smještenom u apsidi crkve, nalazi se slika Ivana Skvarčine Bogorodica s Djetetom (1847.). Na sjevernom bočnom oltaru nalazi se slika Filippa Naldija Krunjenje Blažene Djevice Marije, a na južnom bočnom oltaru slika je Sveti Jure ubija zmaja istog autora.

Pod crkve prekriven je keramičkim pločicama. Crkvu je godine 1926. oslikao Frano Ferenca iz Trpnja na Pelješcu.
 
U crkvi su tri kipa: Srca Isusova, Djevice Marije i sv. Ante Padovanskog.

Oko crkve je groblje ograđeno zidom na čijoj istočnoj strani je ulaz s polukružnim lukom.
Župna crkva porođenja BDM-e u Zavojanima najmonumentalnija je barokna građevina Vrgorske krajine, kvalitetnije graditeljske djelatnosti domaćih majstora 18. st. Nepokretno je kulturno dobro Republike Hrvatske.

## Zaštita
Pod oznakom Z-3998 zavedena je kao nepokretno kulturno dobro - pojedinačno, pravna statusa zaštićena kulturnog dobra, klasificirano kao "sakralna graditeljska baština".